# Observatoire météorologique du mont Aigoual
L’observatoire météorologique du mont Aigoual est un monument situé à Valleraugue dans la commune nouvelle de Val-d'Aigoual. Il est le dernier observatoire météorologique de France situé en montagne et en activité.

## Situation
Située sur les communes de Val-d'Aigoual (Gard) et Bassurels (Lozère), la partie sommitale de l'Aigoual forme un plateau d'altitude supérieure à 1 500 mètres sur environ 3 km2. Il est ponctué par trois sommets. Le signal de l'Hort de Dieu ou Tourette de Cassini (1 567 mètres), situé dans le Gard, est le point culminant qui porte l'observatoire météorologique dont la table d'orientation, située au sommet de la tour crénelée, culmine à 1 571 mètres. Environ 300 mètres à l'ouest, à la cote 1 560 mètres, se dressent deux pylônes de télécommunications d'une hauteur d'environ 40 mètres.
Au sommet, les conditions météorologiques sont souvent extrêmes, l'air méditerranéen étant soulevé sur son flanc sud et donnant des précipitations importantes dont une bonne partie sous forme de neige. Ainsi, il tombe en moyenne plus de deux mètres d'eau avec un record de 4 015 millimètres. Le record de neige est de 10,39 mètres, équivalent à plus de 1 039 millimètres d'eau fondue. Ceci vaut, entre autres, au mont Aigoual d'être un des endroits les plus arrosés de France et on y note en plus une moyenne de 240 jours de brouillard par an. Le sommet est, en général, enneigé de la mi-novembre à avril et les névés peuvent persister sur la face Nord jusqu'en juin. L'observatoire a enregistré les plus forts vents en France avec des rafales de 360 km/h le 1er novembre 1968.

## Histoire
La station météorologique du mont Aigoual a été construite entre 1887 et 1894 avec beaucoup de peine en raison de la rudesse du climat et sur le modèle original d'un « château fort », avec une puissante tour crénelée sur laquelle fut installée la grande table d'orientation par le service des armées à 1 571 mètres d'altitude. L'inauguration a eu lieu le 18 août 1894 et les relevés d'observations y sont tenus depuis le 1er décembre 1894,.
La station dépendait initialement de l'Administration des Eaux et Forêts. C'est un forestier qui tient les registres mais en 1897, le Club alpin français fait édifier un refuge qui attire les touristes durant la période estivale. En hiver, le personnel reste seul au sommet.
C'est en 1943 que l'observatoire a été placé sous l'autorité de l'Office national de météorologie, maintenant Météo-France. Le maximum de personnel à l'observatoire est atteint en 1947, comprenant un chef de station, quatre météos, un cuisinier, une femme de ménage et une secrétaire à mi-temps, sans compter leurs familles. Ce n'est qu'en 1955 qu'un chemin sera déneigé en hiver afin de permettre le ravitaillement. Graduellement, les autres stations météo de montagne seront automatisées ou fermées. Le mont Aigoual est la dernière station météorologique de montagne en France occupée toute l'année grâce à la création des Associations des Amis de l'Aigoual en 1988,.
Le site propose depuis quelques années un espace de découverte et d'animations sur la météorologie et le massif de l'Aigoual, le Climatographe, géré par la communauté de communes Causses Aigoual Cévennes et Météo-France,,.
L'observatoire du mont Aigoual accueille également un relais radioamateur depuis 1985, ce relais ayant évolué vers deux relais par la suite : un relais FM ainsi qu'un relais TV.
En 1992 y est aussi installé un centre de test pour matériaux en conditions extrêmes.
Le 31 décembre 2023, la station Météo-France du mont Aigoual est totalement automatisée. Les météorologues du dernier centre habité de France sont partis vers d’autres centres,. Les archives, conservées depuis 1895, sont transférées au centre météorologique d'Aix-en-Provence.